# Danny Latza
Danny Latza (sinh ngày 7 tháng 12 năm 1989) là một cầu thủ bóng đá người Đức thi đấu ở vị trí tiền vệ cho câu lạc bộ Schalke 04 tại Bundesliga.

## Danh hiệu
Schalke 04
- 2. Bundesliga: 2021–22